# Baschkiren-Gedenkstein (Leipzig)

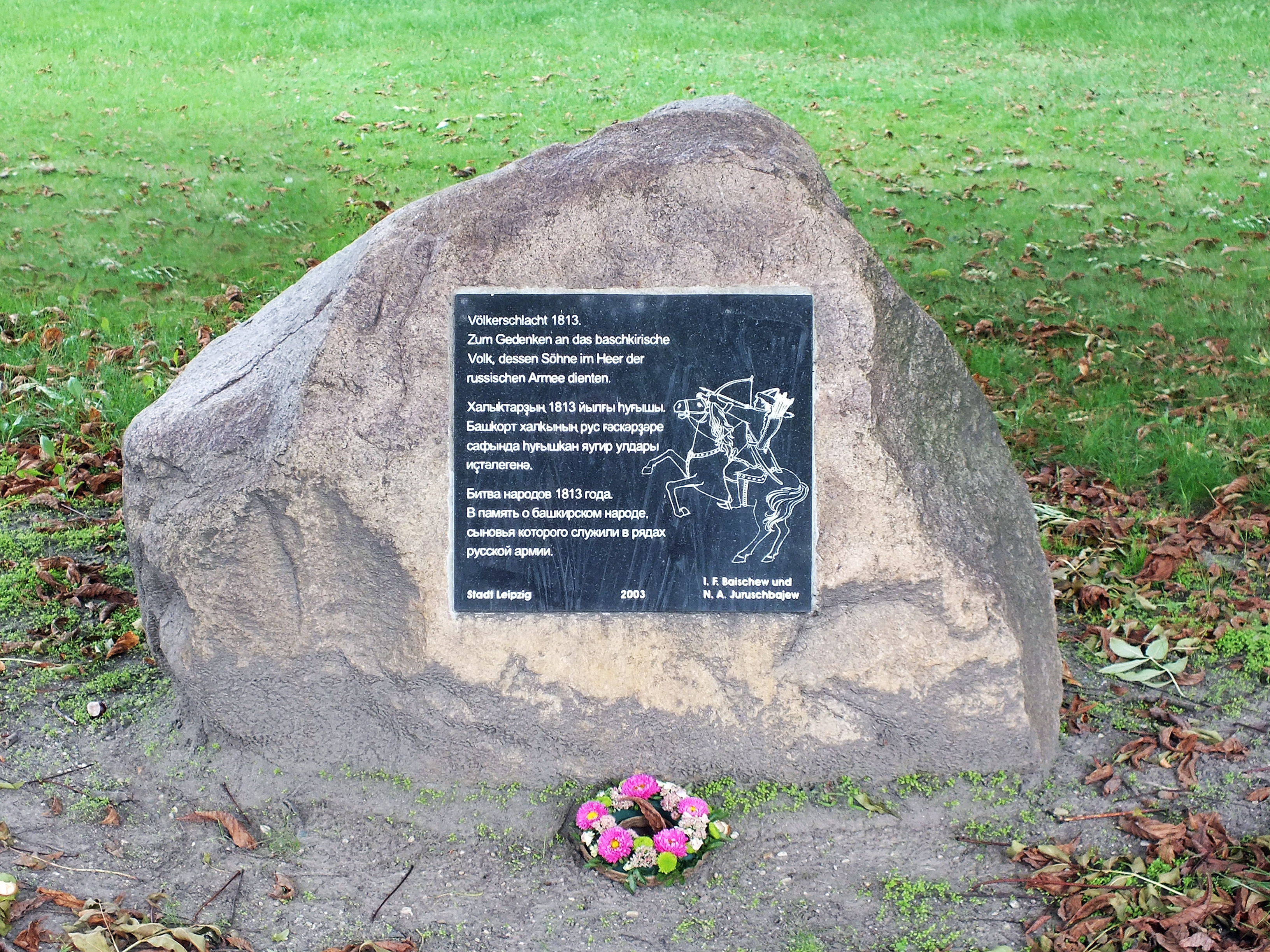
Der Baschkiren-Gedenkstein

Der Baschkiren-Gedenkstein ist ein mit einer Texttafel versehener Granitfindling in der Nähe der Russischen Kirche in Leipzig, der an die Teilnahme baschkirischer Kämpfer an der Völkerschlacht bei Leipzig erinnert.
Als Zar Alexander I. im Dezember 1812 den Auslandsfeldzug zur Vertreibung Napoleons verkündete, stießen neben anderen Minderheiten des Vielvölkerstaates auch baschkirische Truppen zur russischen Armee. Insgesamt 28 baschkirische Regimenter (Pulks, russ. полки) wurden aufgestellt. Sie zählten zu den leichten Reiterverbänden und trugen keine vorgeschriebene Uniform. Ihre Bewaffnung bestand außer einem leichten Säbel, selten einer Lanze, fast nur aus Bogen und etwa 1,20 m langen Pfeilen in einem Köcher. Durch ihre schnelle und bewegliche Kampfesweise waren sie wie die Kosaken beim Gegner sehr gefürchtet.
Von den auf deutschem Boden 1813 kämpfenden Baschkirenpulks werden zwölf unter ihren Regimentsnummern aufgeführt. In der Völkerschlacht bei Leipzig kämpften und fielen Baschkiren in Einheiten der Schlesischen Armee, der Nordarmee und der Reservearmee.

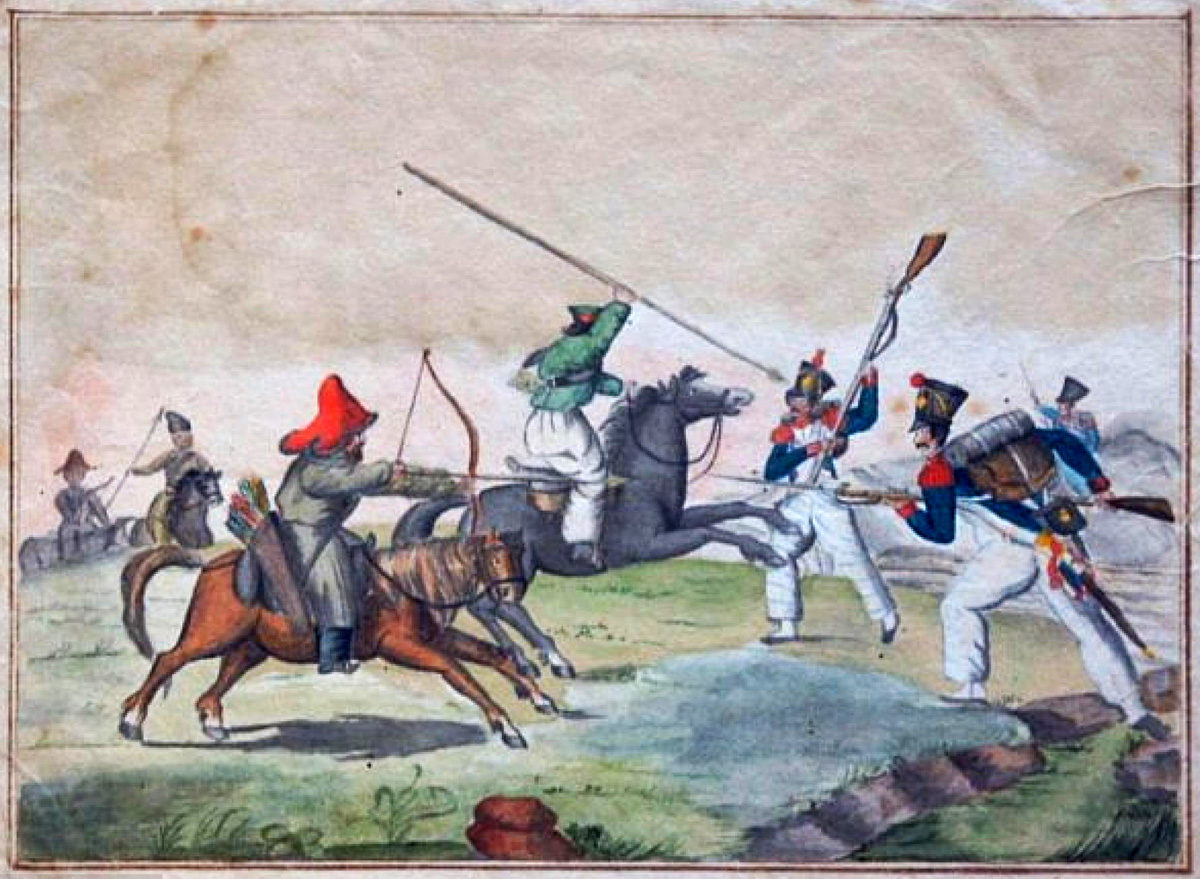
1813, Gefecht von Baschkiren und Kosaken gegen französische Infanterie

Ihnen und ihren Angehörigen widmeten die in Deutschland lebenden Baschkiren Irek Baischew und Nassar Juruschbajew mit Unterstützung der Stadt Leipzig zum 190. Jahrestag der Völkerschlacht 2003 den Gedenkstein. Der Text der Schrifttafel in deutscher, baschkirischer und russischer Sprache lautet:

„Völkerschlacht 1813. 
Zum Gedenken an das baschkirische Volk, dessen Söhne im Heer der russischen Armee dienten
Stadt Leipzig, 2003, I. F. Baischew und N. A. Juruschbajew“

Rechts ist die Kontur eines bogenschießenden baschkirischen Reiters dargestellt.
Die Tafel war ehemals aus Bronze und die Reiterfigur dem Text teilweise unterlegt. Sie wurde entwendet. An ihrer Stelle befindet sich jetzt eine aus Glas gefertigte Texttafel.
Ein ähnlicher Stein wie der Leipziger wurde 2006 in Dresden-Altmockritz aufgestellt.